# (471240) 2011 BT15
2011 BT15 (também escrito como 2011 BT15) é um asteroide próximo da Terra e um objeto potencialmente perigoso. Em 2013 ele foi classificado como a 5º maior ameaça impacto na Escala Técnica de Ameaça de Impacto de Palermo. Ele possui uma magnitude absoluta de 21,8 e tem um diâmetro estimado de 150 metros. Ele foi removido da tabela de risco da Sentry em 17 de junho de 2013.

## Descoberta
2011 BT15 foi descoberto no dia 24 de janeiro de 2011, pelo Pan-STARRS.

## Órbita
A órbita de 2011 BT15 tem uma excentricidade de 0,3037 e possui um semieixo maior de 1,297 UA. O seu periélio leva o mesmo a uma distância de 0,9028 UA em relação ao Sol e seu afélio a 1,690 UA.